# Brachyrhaphis episcopi
Brachyrhaphis episcopi är en fiskart som först beskrevs av Steindachner, 1878.  Brachyrhaphis episcopi ingår i släktet Brachyrhaphis och familjen Poeciliidae. Inga underarter finns listade.